# ALTER (SQL)
SQLにおけるALTER文は、関係データベース管理システム (RDBMS) の管理下に既に存在するオブジェクトの特性を変更するデータ定義言語 (DDL) の命令である。
使用しているRDBMSの実装により、ALTER文で変更することができるオブジェクトの種類は異なる。
基本的な使用方法は次のとおりである。

ALTER [オブジェクトの種類] [オブジェクト名] [パラメタ]

「従業員」という名前で既に存在する表に対して、「生年月日」という名前の列を追加 (そして削除) する命令の例を示す。
```
ALTER
 
TABLE
 
従業員
 
ADD
 
生年月日
 
DATE
;

ALTER
 
TABLE
 
従業員
 
DROP
 
COLUMN
 
生年月日
;

```